# Plac Karola Miarki w Katowicach

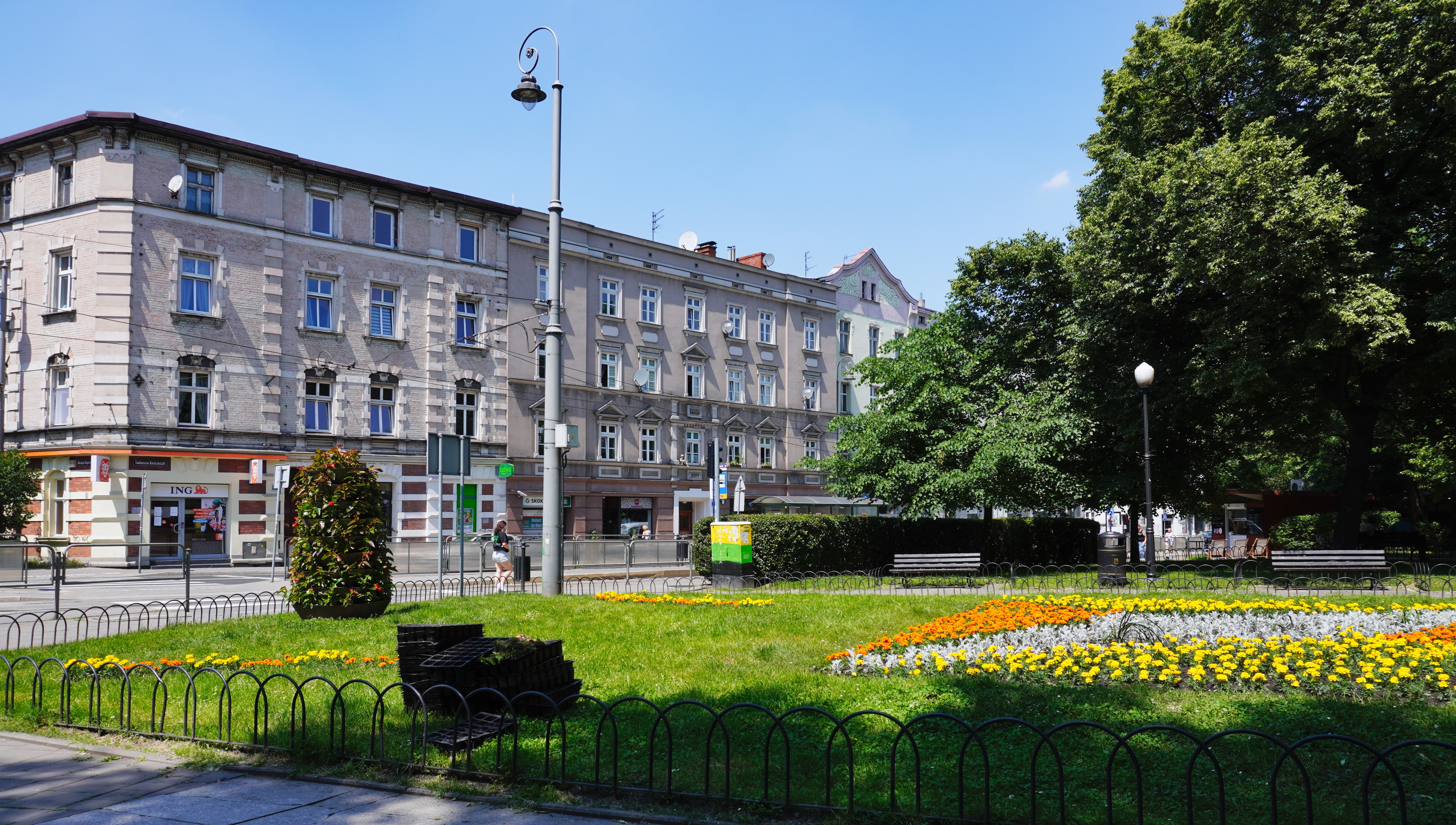
Skwer na środku placu i pierzeja zachodnia

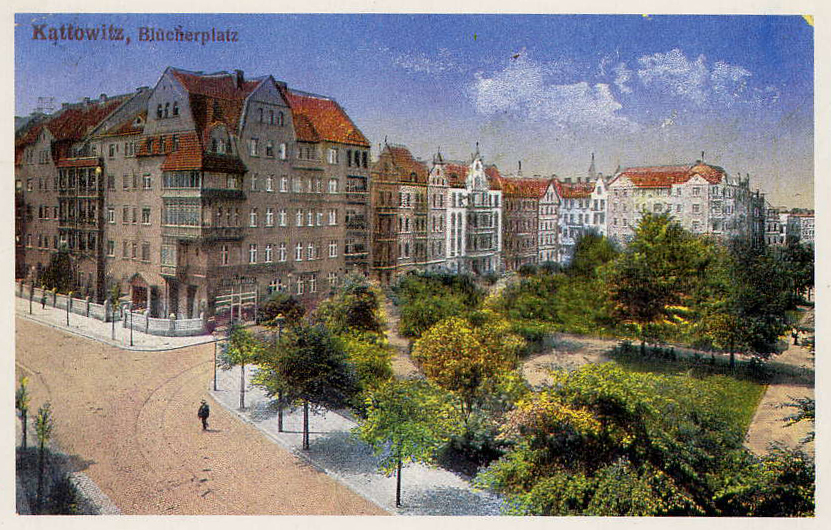
Blücherplatz w Katowicach na początku XX wieku

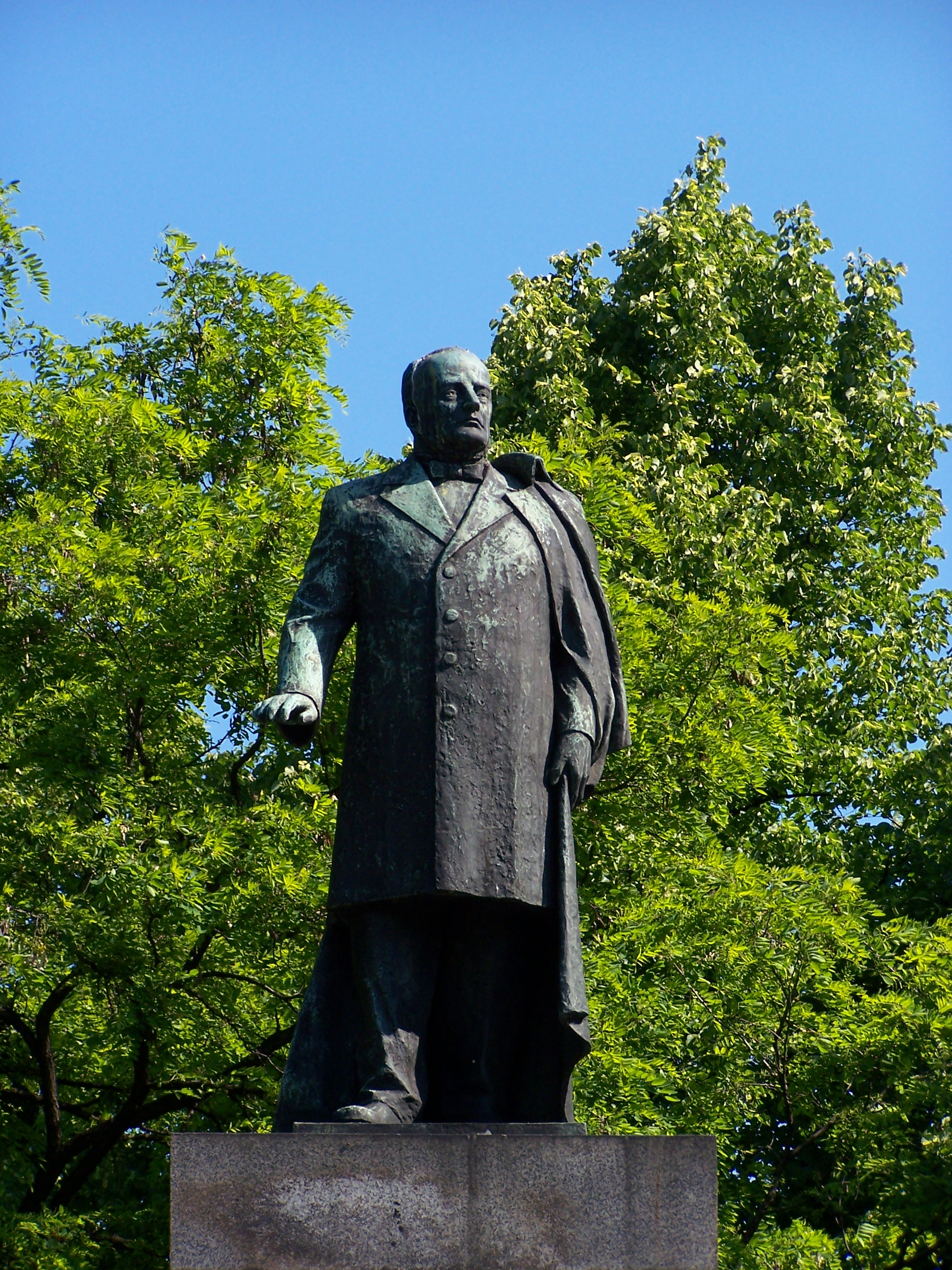
Pomnik Stanisława Moniuszki na pl. K. Miarki w Katowicach

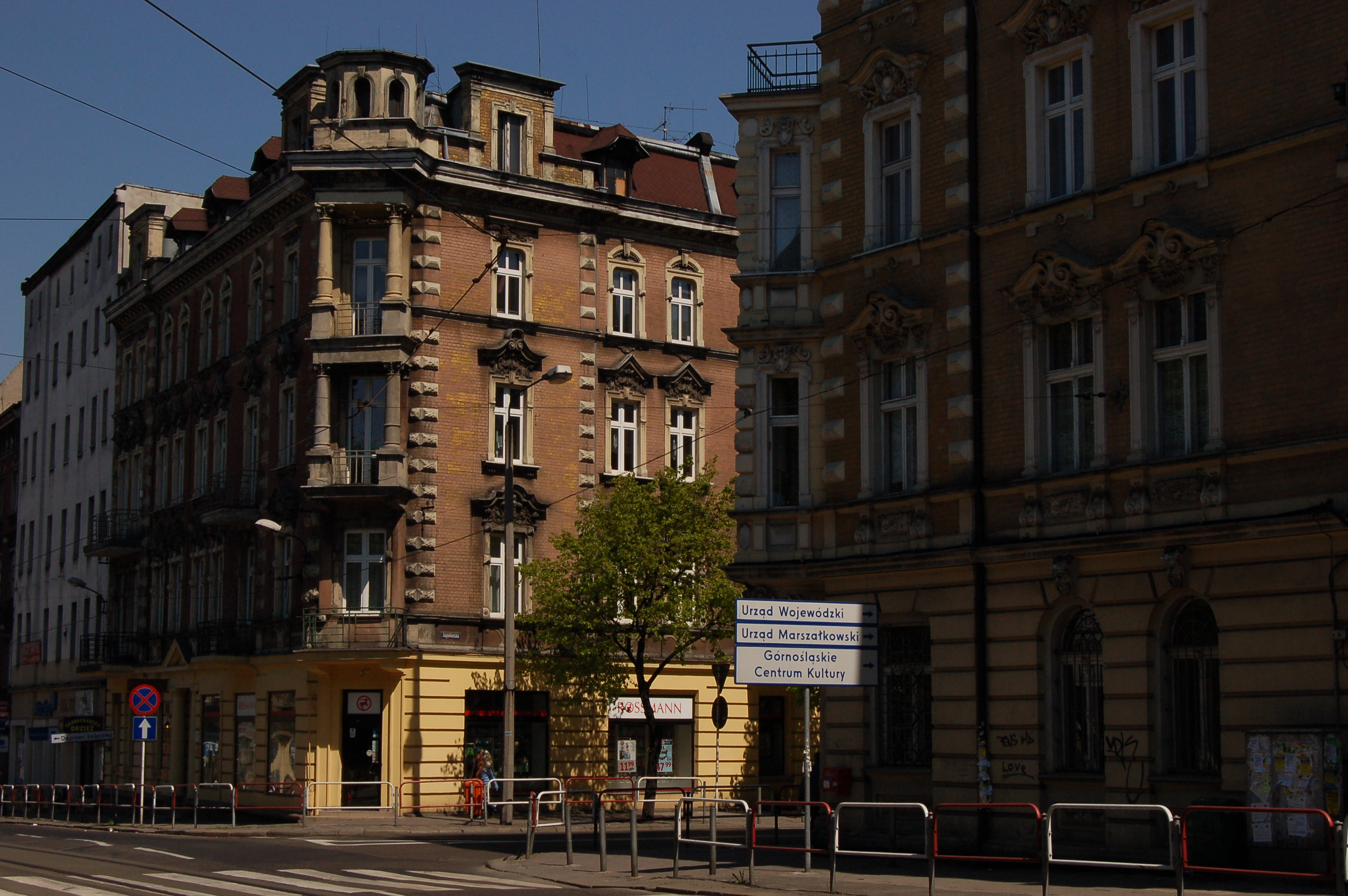
Kamienice mieszkalne (po prawej wlot w ulicę Jagiellońską)

Plac Karola Miarki w Katowicach – plac usytuowany w Śródmieściu Katowic, po południowej stronie torów kolejowych. Położony jest na styku ulic: Jana Kochanowskiego, Wita Stwosza (od wschodu), Tadeusza Kościuszki i Stefana Batorego (od zachodu). Od strony wschodniej znajduje się wylot ulicy Jagiellońskiej, zaś od zachodniej ulicy Mikołaja Kopernika.

## Historia
Plac został wytyczony w okresie szybkiej rozbudowy śródmieścia na przełomie XIX i XX wieku. Opiekował się nim w miarę swoich możliwości założony w 1874 niemiecki Związek Upiększania Miasta (niem. Verschönerungsverein), który jednak zdobywał środki na swą działalność z dorywczych składek mieszkańców miasta. Zarys placu widoczny jest dopiero na mapach z 1895. Dopiero ok. 1910 magistrat ówczesnych Katowic udzielił pierwszej pomocy materialnej na posadzenie drzew i urządzenie regularnego skweru. W dwudziestoleciu międzywojennym w budynku przy pl. K. Miarki 1 funkcjonował oddział towarzystwa ubezpieczeniowego "Patria" i oddział Warszawskiego Towarzystwa Ubezpieczeń. W 1932 na placu wybudowano stację pomp.
W okresie Rzeszy Niemieckiej (do 1922) i w latach niemieckiej okupacji Polski (1939–1945) plac nosił nazwę Blücherplatz.

## Pomnik
Na placu znajduje się pomnik Stanisława Moniuszki, wpisany do Ewidencji Miejsc Pamięci Województwa Śląskiego. Autorem przedwojennego pomnika, odsłoniętego 8 czerwca 1930, był rzeźbiarz Wincenty Chorembalski. Pomnik powstał z inicjatywy kompozytora i dyrygenta Stefana Mariana Stoińskiego – prezesa Związku Śląskich Kół Śpiewaczych. Po wojnie, w 1959, pomnik odbudowano.

## Obiekty zabytkowe
Przy placu K. Miarki znajdują się historyczne kamienice:
- narożna kamienica mieszkalna (pl. K. Miarki 1, róg z ul. T. Kościuszki),
- kamienica mieszkalna (pl. Miarki 2),
- kamienica mieszkalna (pl. Miarki 6) – kamienica z 1906 roku w stylu historyzmu z elementami modernizmu; wpisana do rejestru zabytków 30 września 1999 roku pod numerem A/22/99[11],
- kamienica mieszkalna (pl. Miarki 7),
- kamienica mieszkalna (pl. Miarki 8).

## Opis
Tuż za pomnikiem, od strony zachodniej, zlokalizowane jest jedno z targowisk miejskich - niewielki bazar, oferujący głównie warzywa, owoce, nabiał i kwiaty. Na placu K. Miarki istnieje pętla tramwajowa linii nr 1 i 11 oraz przystanek tramwajowy. Od strony ulicy Wita Stwosza znajduje się siedziba spółki Miastoprojekt-Katowice. W podziemiach siedziby firmy znajduje się kryty basen.
Plac K. Miarki jest swego rodzaju atrakcją dendrologiczną. Rosną tutaj: kasztanowiec żółty (Aesculus flava), iglicznia trójcierniowa (Gleditsia triacanthos Inermis), robinie akacjowe (Robinia pseudoacacia), wiśnie piłkowane (Prunus serrulata), wierzba płacząca (Salix alba Tristis), klony, lipy, grab. Spośród krzewów występują: bzy lilaki (Syringa vulgaris), karagany syberyjskie (Caragana arborescens), wiciokrzewy tatarskie (Lonicera tatarica), jaśminowce (Philadelphus), parczeliny trójlistkowe (Ptelea trifoliata), śnieguliczki (Symphoricarpos albus) oraz tawuły van Houtte’a (Spiraea Vanhouttei).
Plac pełni funkcje rekreacyjne. Po roku 2000 wybudowano fontannę Karlik, która składa się z trzech elementów: fontanny centralnej obudowanej płytami granitowymi w kolorze jasnoszarym oraz dwóch, umieszczonych symetrycznie fontann bocznych; ogółem ma dwadzieścia dziewięć dysz (tryskaczy). Nazwę wymyślił 12-letni Sebastian Koenig.